# Julia Maidhof
Julia Maidhof (* 13. März 1998 in Aschaffenburg) ist eine deutsche Handballspielerin, die beim rumänischen Erstligisten SCM Râmnicu Vâlcea unter Vertrag steht.

## Karriere
Julia Maidhof spielte bis zum Jahre 2014 beim TV Glattbach. Danach wechselte sie zur HSG Bensheim/Auerbach. Für Bensheim/Auerbach lief sie anfangs in der A-Juniorinnen Bundesliga auf und belegte in der Saison 2015/16 den 3. Platz. Im Jahre 2015 bestritt sie ihre ersten Spiele für die Zweitligamannschaft der HSG Bensheim/Auerbach. Maidhof stieg 2017 mit Bensheim in die Bundesliga auf. In der Saison 2017/18 besaß die Linkshänderin ein Zweitspielrecht für den Zweitligisten 1. FSV Mainz 05. Ab der Saison 2020/21 stand sie bei der SG BBM Bietigheim unter Vertrag. Mit Bietigheim gewann sie 2021, 2022 und 2023 den DHB-Pokal, 2021 den DHB-Supercup, 2022 und 2023 die deutsche Meisterschaft sowie 2022 die EHF European League. Seit der Saison 2023/24 steht Maidhof beim rumänischen Erstligisten SCM Râmnicu Vâlcea unter Vertrag.
Maidhof nahm mit der deutschen Jugend- und Juniorinnennationalmannschaft an der U-18-Weltmeisterschaft 2016 in der Slowakei, an der U-19-Europameisterschaft 2017 in Slowenien und an der U-20-Weltmeisterschaft 2018 in Ungarn teil. Maidhof gab am 2. Juni 2019 ihr Debüt für die deutsche Nationalmannschaft. Im Jahr 2024 nahm sie an den Olympischen Spielen in Paris teil.